# USB 킬러
USB 킬러(USB Killer)는 연결 시 물리적인 하드웨어 장치 부품을 파괴하는 USB 드라이브 장치이다. 고압에 이를 때까지 캐퍼시터에 연결된 부품의 USB 전원으로부터 전기를 모았다가 데이터 핀에 고압으로 방전시킨다. 이 장치는 전기 급등으로부터 보호하기 위한 부품 테스트를 위해 설계되어 왔다. 그러나 이 장치는 그다지 큰 관심을 불러일으키지 못했다. 여러 모델의 장치가 있으며, 이 가운데 최신은 USB 킬러 v3이다. 이 장치는 시스템 관리자가 팀이 강조한 취약성을 테스트하기 위해 사용할 목적으로 홍콩에 기반을 둔 보안 하드웨어 팀에 의해 개발되고 있다. 애플은 USB 전압 급등 공격으로부터 장치를 보호하는 유일한 제조업체이다. 이 장치는 "다크 퍼플"(Dark Purple)이라는 이름으로 판단되는 러시아의 컴퓨터 연구원에 의해 개발되고 있다고 주장되고 있다. 대체적으로 이 장치는 여러 문헌에서 독자가 알 수 없는 USB 드라이브를 연결하는 것을 경고하고 있다.

## 잠재적 방어
한 저자에 따르면 USB 인플리멘터스 포럼이 발표한 USB-C 인증의 새로운 암호화 인증 프로토콜이 인가되지 않은 USB 단자를 차단함으로써 이 장치로부터 보호하는 것을 도와줄 것이라 생각한다. USB 킬러의 개발자들은 옵토커플러(optocoupler)라는 이름의 부품이 이 장치로부터 보호를 해줄 수 있을 것이라 믿고 있다

## 악용 사례
대한민국에서는 어떤 PC방 업주가 경쟁 PC방의 컴퓨터들을 USB 킬러로 고장낸 사례가 발생했다.